# Rotsteißkolibri
Der Rotsteißkolibri (Urosticte ruficrissa) ist eine Vogelart aus der Familie der Kolibris (Trochilidae). Die Art hat ein großes Verbreitungsgebiet, das etwa 201.000 Quadratkilometer in den südamerikanischen Ländern Kolumbien und Ecuador und Peru umfasst. Der Bestand wird von der IUCN als „nicht gefährdet“ (least concern) eingeschätzt.

## Merkmale
Der männliche Rotsteißkolibri erreicht eine Körperlänge von etwa 9,5 Zentimetern, während der weibliche nur etwa 8 Zentimeter groß wird. Der gerade schwarze Schnabel wird etwa 20 Millimeter lang. Der größte Teil des Gefieders des Männchens ist schimmernd grün. Postokular (hinter den Augen) befindet sich ein kurzer weißer Streifen. Die Kehle ist dunkler und schimmert grün. Der tief gegabelte dunkel bronzefarbene Schwanz hat an den Enden der zentralen Steuerfedern breite weiße Spitzen. In der Gegend zwischen den Füßen und dem Schwanz (Untersteiß, Crissum) ist das Männchen farblich gelbbraun. Allerdings fällt dies im Freiland kaum auf. Das Weibchen ist glänzend grün und hat postokular ebenfalls einen weißen Fleck. Das Unterteil ist weiß und mit dicken grünen Sprenkeln, besonders an der Kehle und der Brust, durchzogen. Der gegabelte bronzefarbene Schwanz hat an den Außenfedern breite weiße Spitzen. Jungvögel ähneln den Weibchen, haben allerdings braun-gerandete Kopffedern.

## Habitat

Verbreitung des Rotsteißkolibris

Der Rotsteißkolibri bewegt sich hauptsächlich im Inneren geschützter feuchter Waldgebiete. Dadurch ist es sehr schwer ihn zu beobachten. Selten sieht man ihn auch an Waldrändern. Manchmal sieht man ihn am blühenden Inga-Baum bzw. Guaba, einem Baum aus der Familie der Mimosengewächse. Man beobachtet ihn in Höhen zwischen 1300 und 2400 Metern.
Man finder ihn an den Osthängen der Süd- und Zentralanden Kolumbiens im Departamento del Huila und dem Südosten des Departamento de Nariño. Das Verbreitungsgebiet zieht sich bis in den Osten Ecuadors und den Nordosten Perus.

## Verhalten
Der Rotsteißkolibri bezieht sein Futter von bodennahen Blüten bis zu Baumkronen. Als Einzelgänger schwebt er zur Erkundung seiner Umgebung von Ast zu Ast oder unterhalb des Blattwerkes. Manchmal besucht er die weitverstreuten Blumen des Unterholzes. Meist sitzt er unauffällig im Inneren der Baumkrone.

## Unterarten
Früher wurde die Art Urosticte ruficrissa als Unterart des Purpurbrustkolibri (Urosticte benjamini) angesehen. Heute gilt die Art als eigenes Taxon.

## Etymologie und Forschungsgeschichte
Das Typusexemplar des Rotsteißkolibris stammte aus Ecuador. George Newbold Lawrence beschrieb die Art unter dem heutigen Namen Urosticte ruficrissa. Urosticte leitet sich von den griechischen Wörtern ουρά ourá für „Schwanz“ und στικτός stiktós für „bunt gefleckt, fleckig“ ab. Das Artepitheton ruficrissa ist ein lateinisches Gebilde aus rufus für „rot, rötlich“ und crissum für „Steiß“.